# Marija Gabriel
Marija Ivanova Gabriel, nata Nedelčeva (in bulgaro Мария Иванова Габриел; nata Неделчева?; Goce Delčev, 20 maggio 1979), è una politica bulgara, vice-premier e ministra degli affari esteri della Bulgaria dal 6 giugno 2023. In precedenza, il 1º dicembre 2019 assunse la carica di Commissario europeo per l'innovazione, la ricerca, la cultura, l'istruzione e la gioventù nella Commissione von der Leyen, incarico ricoperto fino al 15 maggio 2023, quando ha rassegnato le dimissioni dopo aver ricevuto il mandato di formare il nuovo governo del suo paese. Nella precedente commissione aveva ricoperto l'incarico di Commissario europeo per l'economia e la società digitali dal 7 luglio 2017 al 30 novembre 2019. Era stata membro del Parlamento europeo per il partito Cittadini per lo Sviluppo Europeo della Bulgaria (GERB) dal 2009 al 2017 e vicecapogruppo del Partito Popolare Europeo, compagine di centro-destra che detiene la maggioranza relativa dei seggi nell'emiciclo dal 1º luglio 2014.

## Biografia
Marija Ivanova Nedelčeva è nata a Goce Delčev il 20 maggio 1979. Diplomatasi al liceo linguistico "Petar Beron" di Kjustendil nel 1997, nel 2001 si è laureata in lingue bulgara e francese presso l'Università “Paisii Hilandarski” di Plovdiv. Ha continuato gli studi presso l'Institut d'études politiques di Bordeaux dove ha ottenuto la laurea magistrale in "Politica comparativa e relazioni internazionali" nel 2003. Dal 2004 al 2008 ha insegnato nello stesso istituto come assistente di ricerca, occupandosi di materie relative ai processi decisionali dell'Unione europea, alla sociologia politica e alle relazioni internazionali.

## Carriera politica

### Europarlamentare
È stata eletta membro del Parlamento europeo per il partito Cittadini per lo Sviluppo Europeo della Bulgaria (GERB) nelle elezioni europee del 2009, iscrivendosi poi al Gruppo del Partito Popolare Europeo. Qui ha ricoperto vari incarichi nelle diverse commissioni parlamentari, anche come coordinatrice del suo gruppo.
Rieletta nelle successive elezioni europee, dal 1º luglio 2014 è vicepresidente del gruppo parlamentare popolare.

### Commissario europeo
Il 10 maggio 2017 viene proposta dal governo bulgaro, presieduto dal neo-rieletto primo ministro Bojko Borisov, come commissario europeo della Bulgaria per sostituire (dopo oltre quattro mesi) Kristalina Georgieva; il successivo 16 maggio, a seguito di un colloquio con Gabriel, il presidente della Commissione europea Jean-Claude Juncker annuncia la sua intenzione di affidarle l'incarico di Commissario europeo per l'agenda digitale. Il 20 giugno seguente ha sostenuto l'audizione davanti alle commissioni industria e cultura del Parlamento europeo e il 4 luglio la plenaria ha approvato la sua nomina con 517 voti a favore, 77 contrari e 89 astensioni. La sua nomina è stata confermata anche dal Consiglio dell'Unione europea il 7 luglio 2017, consentendole così di entrare in carica.
Nel 2019 il governo bulgaro l'ha riproposta come membro della Commissione europea; la nuova presidente Ursula von der Leyen le ha affidato l'incarico di Commissario europeo per l'innovazione, la ricerca, la cultura, l'istruzione e la gioventù, che ha assunto all'entrata in carica dell'intero collegio il 1º dicembre di quell'anno.

### Attività politica in Bulgaria
Il 10 maggio 2023, in seguito all'esito delle elezioni parlamentari in Bulgaria del 2023, Gabriel è stata ufficialmente indicata dal leader del partito vincitore, Bojko Borisov, come possibile prima ministra di un nuovo governo di coalizione. Ricevuto l'incarico di formare il nuovo governo, si è dimessa dall'incarico di commissario europeo il 15 maggio 2023. Il 22 maggio 2023 Gabriel ha annunciato un accordo per una coalizione di governo tra il suo partito e i liberali di Continuiamo il Cambiamento; secondo tale accordo valido per un anno e mezzo, nei primi nove mesi l'esecutivo sarebbe stato presieduto da Nikolaj Denkov, cui poi sarebbe succeduta Gabriel, che nel frattempo avrebbe esercitato le funzioni di vicepresidente del governo e ministro degli affari esteri. La prima parte dell'accordo si è realizzata con il governo Denkov, alle cui dimissioni però si è deciso di andare anticipatamente alle urne, convocate per il 9 giugno e supervisionate da un governo di transizione guidato da Dimităr Glavčev.

## Vita privata
È sposata con François Gabriel. La coppia ha un figlio.